# 戈亚斯州瓦尔帕莱索
戈亚斯州瓦尔帕莱索（葡萄牙語：Valparaíso de Goiás）是巴西戈亚斯州的一个市镇。总面积60.111平方公里，总人口123444人，人口密度2053.6人/平方公里。